# 35. domobranski pehotni polk (Avstro-Ogrska)
Za druge 35. polke glejte 35. polk.
35. domobranski pehotni polk (izvirno nemško k.k. Landwehr Infanterie Regiment Nr. 35; dobesedno slovensko: Cesarsko-kraljevi deželnobrambovski pehotni polk št. 35) je bil pehotni polk avstro-ogrskega Domobranstva.

## Zgodovina
Polk je bil ustanovljen leta 1898. 

### Prva svetovna vojna
Polkovna narodnostna sestava leta 1914 je bila sledeča: 68% Rutencev, 25% Poljakov in 9% drugih.
Naborni okraj polka je bil v Zloczówu in Tarnopolu, pri čemer so bile polkovne enote garnizirane v Zloczówu.

## Poveljniki polka
- 1914: Alfred Regernermel[1]